# You're All I Need
"You're All I Need" är en sång av det amerikanska hårdrock / glam metalbandet Mötley Crüe från 1987. Den finns med på albumet Girls, Girls, Girls och släpptes också som singel. Den skrevs av Nikki Sixx och Tommy Lee.
Trots att musikvideon inte var särskilt våldsam (bortsett från texten) förbjöds den att visas på MTV. 
"You're All I Need" nådde en åttiosjätte (#86) placering på Billboard Hot 100 och en tjugotredje placering på englandslistan. 

## Låtlista
1. "You're All I Need" - 4:33
2. "All In the Name Of..."

## Medverkande
- Vince Neil - sång
- Mick Mars - gitarr
- Nikki Sixx - bas
- Tommy Lee - trummor